# Helena Revoredo
Helena Revoredo Delvecchio (Rosario, 1947) es una empresaria argentino-española, milmillonaria y presidenta de Prosegur desde 2004. Reside en Madrid.

## Biografía
Helena Revoredo nació en Rosario, Argentina. Tiene una licenciatura de la Pontificia Universidad Católica Argentina, y un MBA de la IESE Business School.
Revoredo contrajo matrimonio con Herberto Gut, fundador de Prosegur en 1976. Gut murió en un accidente automovilístico en 1997.
Revoredo ocupó también el cargo de directora del extinto Banco Popular, ahora parte de Banco Santander.
Fue nombrada miembro del Consejo de Administración de Endesa en noviembre de 2014. Presentó su dimisión como vocal del Consejo de Administración en enero del 2020. 

## Familia
Su hijo, Christian Gut, es CEO de Prosegur Cash, y su hija Chantal Gut tiene responsabilidades en el consejo de administración.